# NCAA Basketball: Road to the Final Four 2
NCAA Basketball: Road to the Final Four 2 est un jeu vidéo de sport (basket-ball) développé et édité par Bethesda Softworks, sorti en 1994 sur DOS.
Il fait suite à NCAA Basketball: Road to the Final Four (1991).

## Accueil
- PC Team : 72 %[1]